# San Francisco 49ers 2024
La stagione 2024 dei San Francisco 49ers è stata la 75ª della franchigia nella National Football League, l'ottava con Kyle Shanahan come capo-allenatore. La squadra tentava di fare ritorno al Super Bowl dopo la sconfitta contro i Kansas City Chiefs nel Super Bowl LVIII ma terminò ultima nella propria division con un bilancio di 6 vittorie e 11 sconfitte.

## Scelte nel Draft 2024
| Scelte dei 49ers nel Draft 2024 |        |                  |       |               |
| Giro                            | Scelta | Giocatore        | Ruolo | College       |
| 1                               | 31     | Ricky Pearsall   | WR    | Florida       |
| 2                               | 64     | Renardo Green    | CB    | Florida State |
| 3                               | 86     | Dominick Puni    | OT    | Kansas        |
| 4                               | 124    | Malik Mustapha   | S     | Wake Forest   |
| 4                               | 129    | Isaac Guerendo   | RB    | Louisville    |
| 4                               | 135    | Jacob Cowing     | WR    | Arizona       |
| 6                               | 215    | Jarrett Kingston | OG    | USC           |
| 7                               | 251    | Tatum Bethune    | LB    | Florida State |

## Staff
| Staff dei San Francisco 49ers |
| --- |
| Organi dirigenziali - Co-chairmen – John e Denise DeBartolo York - Chief executive officer – Jed York - Presidente – Al Guido - Chief administrative officer e consulente generale - Hanna Gordon - General manager – John Lynch - Assistente general manager – Adam Peters - Vice presidente esecutivo delle operazioni del football – Paraag Marathe - Vice presidente e consulente senior – Keena Turner - Vice presidente del personale dei giocatori - Ethan Waugh - Direttore del personale dei giocatori – Ran Carthon - Direttore del personale professionistico – R.J. Gillen - Direttore degli osservatori del college – Tariq Ahmad - Vice presidente dell'amministrazione del football – Brian Hampton Capo allenatore - Capo-allenatore – Kyle Shanahan - Capo dello staff degli allenatori – Nick Kray - Assistente capo-all./running back – Anthony Lynn Altri allenatori - Preparatore atletico – Dustin Perry - Assistente p.a. – Aaron Hill - Assistente p.a. – Mike Nicolini - Monitoraggio delle prestazioni – Shea Thompson Allenatori dell'attacco - Coordinatore gioco sui passaggi – Bobby Slowik - Quarterback – Brian Griese - Assistente quarterback – Klay Kubiak - Wide receiver – Leonard Hankerson - Tight end – Brian Fleury - Offensive line/gioco sulle corse – Chris Foerster - Assistente offensive line – James Cregg - Assistente offensive line – Joe Graves - Controllo qualità attacco – Asauni Rufus - Controllo qualità attacco – Deuce Schwartz Allenatori della difesa - Coordinatore difensivo – Steve Wilks - Defensive line – Kris Kocurek - Assistente defensive line – Darryl Tapp - Linebacker – Johnny Holland - Gioco sui passaggi/secondary – Cory Undlin - Safety – Daniel Bullocks - Controllo qualità difesa – Stephen Adegoke - Controllo qualità difesa – Andrew Hayes-Stoker - Assistente difesa – Nick Sorensen Allenatori dello special team - Coordinatore special team – Brian Schneider - Assistente special team – Matthew Harper - Controllo qualità special team – August Mangin |

## Roster
| Roster dei San Francisco 49ers |
| --- |
| Quarterback - 17 Brandon Allen - 5 Joshua Dobbs - 13 Brock Purdy Running Back - 31 Isaac Guerendo - 44 Kyle Juszczyk FB - 24 Jordan Mason - 32 Patrick Taylor Wide Receiver - 11 Brandon Aiyuk - 10 Ronnie Bell - 18 Chris Conley - 19 Jacob Cowing - 15 Jauan Jennings - 1 Deebo Samuel Tight End - 85 George Kittle - 82 Eric Saubert - 88 Jake Tonges Offensive Linemen - 65 Aaron Banks G - 78 Ben Bartch G - 64 Jake Brendel C - 74 Spencer Burford G - 68 Colton McKivitz T - 76 Jaylon Moore T - 77 Dominick Puni G - 71 Trent Williams T - 63 Nick Zakelj T Defensive Linemen - 51 Robert Beal Jr. DE - 97 Nick Bosa DE - 99 Maliek Collins DT - 92 Jordan Elliott DT - 56 Leonard Floyd DE - 90 Kevin Givens DT - 94 Yetur Gross-Matos DE - 98 Javon Hargrave DT Linebacker - 48 Tatum Bethune MLB - 59 De'Vondre Campbell OLB - 45 Demetrius Flannigan-Fowles MLB - 36 Curtis Robinson OLB - 54 Fred Warner MLB - 53 Dee Winters OLB Defensive Back - 27 Ji'Ayir Brown FS - 0 Renardo Green CB - 29 Talanoa Hufanga SS - 2 Deommodore Lenoir CB - 28 Darrell Luter Jr. CB - 6 Malik Mustapha FS - 30 George Odum SS - 7 Charvarius Ward CB - 33 Rock Ya-Sin CB - 22 Isaac Yiadom CB Special Team - 4 Jake Moody K - 46 Taybor Pepper LS - 3 Mitch Wishnowsky P Lista delle riserve - 93 Kalia Davis DT (IR) - 55 Jon Feliciano C (IR) - 57 Dre Greenlaw OLB (PUP) - 95 Drake Jackson DE (PUP) - 23 Christian McCaffrey RB (IR) - 25 Elijah Mitchell RB (IR) - 14 Ricky Pearsall WR (NF-Inj.) - 20 Ambry Thomas CB (IR) Squadra di allenamento - 67 Isaac Alarcón T - 69 Evan Anderson DT - 58 Alex Barrett DE - 61 Chris Hubbard T - 26 Chase Lucas CB - 38 Jaylen Mahoney FS - 84 Terrace Marshall Jr. WR - 96 T.Y. McGill DT - 4 Tanner Mordecai QB - 66 Drake Nugent C - 91 Sam Okuayinonu DE - 89 Mason Pline TE - 81 Trent Taylor WR - 40 Ke'Shawn Vaughn RB - 35 Tracy Walker SS - 47 DaShaun White MLB - 9 Brayden Willis TE Roster aggiornato al 15 settembre 2024 56 attivi, 8 inattivi, 16 nella squadra di allenamento |
| Legenda - I rookie sono in corsivo. - Il primo ruolo è il principale mentre gli eventuali successivi indicano i ruoli secondari. - (IR) sta per Injured Reserve ed indica la lista ristretta per un solo giocatore infortunato che può tornare ad allenarsi dopo la settimana 6 e a rientrare in prima squadra dopo che questa ha giocato 8 partite. - (NF-Inj.) / (NF-Ill.) stanno rispettivamente per Non-Football Injured e Non-Football Illness ed indicano le liste dove viene inserito un giocatore che ha un infortunio o una malattia non dipendente dal football americano. - (PUP) sta per Physically Unable to Perform ed indica la lista dove viene inserito un giocatore mentre è in attesa di recuperare la condizione fisica. Nella stagione regolare dopo la sesta partita giocata dalla propria squadra, il giocatore ha tempo tre settimane per riprendere ad allenarsi, più tre settimane aggiuntive dal suo rientro agli allenamenti per rientrare in prima squadra. |

## Precampionato
Il 15 maggio 2024 furono definiti gli avversari del precampionato.
| Precampionato |           |           |                     |           |        |                   |              |         |
| Settimana     | Data      | Ora (PT)  | Avversario          | Risultato | Record | Stadio            | TV           | Sintesi |
| 1             | 10 agosto | 5:00 p.m. | @ Tennessee Titans  | S 13-17   | 0-1    | Nissan Stadium    | KPIX 5 (CBS) | Sintesi |
| 2             | 18 agosto | 5:00 p.m. | New Orleans Saints  | V 16-10   | 1-1    | Levi's Stadium    | Fox          | Sintesi |
| 3             | 23 agosto | 7:00 p.m. | @ Las Vegas Raiders | P 24-24   | 1-1-1  | Allegiant Stadium | KPIX 5 (CBS) | Sintesi |

## Stagione regolare

### Calendario
Il calendario della stagione regolare fu reso noto il 15 maggio 2024. Data e orario della gara di settimana 18 furono definiti il 29 dicembre, subito dopo lo svolgimento del diciassettesimo turno.
| Stagione regolare |                    |                    |                        |                    |                    |                       |                    |                    |
| Settimana         | Data               | Ora (PT)           | Avversario             | Risultato          | Record             | Stadio                | TV                 | Sintesi            |
| 1                 | 9 settembre        | 5:15 p.m.          | New York Jets (M)      | V 32-19            | 1-0                | Levi's Stadium        | ESPN/ABC           | Sintesi            |
| 2                 | 15 settembre       | 10:00 a.m.         | @ Minnesota Vikings    | S 17-23            | 1-1                | U.S. Bank Stadium     | CBS                | Sintesi            |
| 3                 | 22 settembre       | 1:25 p.m.          | @ Los Angeles Rams     | S 24-27            | 1-2                | SoFi Stadium          | Fox                | Sintesi            |
| 4                 | 29 settembre       | 1:05 p.m.          | New England Patriots   | V 30-13            | 2-2                | Levi's Stadium        | Fox                | Sintesi            |
| 5                 | 6 ottobre          | 1:05 p.m.          | Arizona Cardinals      | S 23-24            | 2-3                | Levi's Stadium        | Fox                | Sintesi            |
| 6                 | 10 ottobre         | 5:15 p.m.          | @ Seattle Seahawks (T) | V 36-24            | 3-3                | Lumen Field           | Prime Video        | Sintesi            |
| 7                 | 20 ottobre         | 1:25 p.m.          | Kansas City Chiefs     | S 18-28            | 3-4                | Levi's Stadium        | Fox                | Sintesi            |
| 8                 | 27 ottobre         | 5:20 p.m.          | Dallas Cowboys (S)     | V 30-24            | 4-4                | Levi's Stadium        | NBC                | Sintesi            |
| 9                 | Settimana di pausa | Settimana di pausa | Settimana di pausa     | Settimana di pausa | Settimana di pausa | Settimana di pausa    | Settimana di pausa | Settimana di pausa |
| 10                | 10 novembre        | 1:00 p.m.          | @ Tampa Bay Buccaneers | V 23-20            | 5-4                | Raymond James Stadium | Fox                | Sintesi            |
| 11                | 17 novembre        | 1:05 p.m.          | Seattle Seahawks       | S 17-20            | 5-5                | Levi's Stadium        | Fox                | Sintesi            |
| 12                | 24 novembre        | 1:25 p.m.          | @ Green Bay Packers    | S 10-38            | 5-6                | Lambeau Field         | Fox                | Sintesi            |
| 13                | 1º dicembre        | 5:20 p.m.          | @ Buffalo Bills (S)    | S 10-35            | 5-7                | Highmark Stadium      | NBC                | Sintesi            |
| 14                | 8 dicembre         | 1:25 p.m.          | Chicago Bears          | V 38-13            | 6-7                | Levi's Stadium        | Fox                | Sintesi            |
| 15                | 12 dicembre        | 5:15 p.m.          | Los Angeles Rams (T)   | S 6-12             | 6-8                | Levi's Stadium        | Prime Video        | Sintesi            |
| 16                | 22 dicembre        | 1:25 p.m.          | @ Miami Dolphins       | S 17-29            | 6-9                | Hard Rock Stadium     | CBS                | Sintesi            |
| 17                | 30 dicembre        | 5:15 p.m.          | Detroit Lions (M)      | S 34-40            | 6-10               | Levi's Stadium        | ESPN/ABC           | Sintesi            |
| 18                | 5 gennaio          | 1:25 p.m.          | @ Arizona Cardinals    | S 24-47            | 6-11               | State Farm Stadium    | Fox                | Sintesi            |

Note:
- Gli avversari della propria division sono in grassetto.
- Il simbolo "@" indica una partita giocata in trasferta.
- (M) indica il Monday Night Football, (T) il Thursday Night Football e (S) il Sunday Night Football.

## Premi

### Premi settimanali e mensili
- Jake Moody:

giocatore degli special team della NFC della settimana 1
- Jauan Jennings:

running back della settimana 3
- Yetur Gross-Matos:

difensore della NFC della settimana 14